# Pia-máter
Pia-máter ( /ˈpaɪ.ə ˈmeɪtər/ ou /ˈpiːə ˈmɑːtər/  ), muitas vezes referida simplesmente como pia, é a camada mais interna e delicada das meninges, as membranas que envolvem o cérebro e a medula espinhal. Pia mater vem do latim medieval que significa "mãe terna".  As outras duas membranas meníngeas são a dura-máter e a aracnoide. A pia e a aracnoide são derivadas da crista neural, enquanto a dura-máter é derivada da mesoderme embrionária. A pia-máter é um tecido fibroso fino permeável à água e a pequenos solutos. A pia-máter permite que os vasos sanguíneos atravessem e nutram o cérebro. O espaço perivascular entre os vasos sanguíneos e a pia-máter é proposto como parte de um sistema pseudo-linfático para o cérebro ( sistema glifático ). Quando a pia-máter fica irritada e inflamada, o resultado é chamado de meningite.

## Estrutura
Pia mater é um invólucro meníngeo fino, translúcido, semelhante a uma malha, que abrange quase toda a superfície do cérebro. Está ausente apenas nas aberturas naturais entre os ventrículos, a abertura mediana e a abertura lateral. A pia adere firmemente à superfície do cérebro e se conecta levemente à camada aracnóide. Por causa desse continuum, as camadas são frequentemente chamadas de pia aracnóide ou leptomeninges. Existe um espaço subaracnóide entre a camada aracnoide e a pia, no qual o plexo coróide libera e mantém o líquido cefalorraquidiano (LCR). O espaço subaracnóidea contém trabéculas, ou filamentos fibrosos, que se conectam e trazem estabilidade às duas camadas, permitindo a proteção adequada e o movimento das proteínas, eletrólitos, íons e glicose contidos no LCR.
A membrana fina é composta de tecido conjuntivo fibroso, que é coberto por uma folha de células planas impermeáveis a fluidos em sua superfície externa. Uma rede de vasos sanguíneos viaja para o cérebro e medula espinhal entrelaçando-se através da membrana da pia. Esses capilares são responsáveis por nutrir o cérebro. Essa membrana vascular é mantida unida por tecido areolar coberto por células mesoteliais dos delicados fios de tecido conjuntivo chamados de trabéculas aracnóides. Nos espaços perivasculares, a pia-máter começa como revestimento mesotelial na superfície externa, mas as células então desaparecem para serem substituídas por elementos da neuróglia.
Embora a pia-máter seja fundamentalmente semelhante em toda a sua estrutura, ela abrange tanto o tecido neural da medula espinhal quanto desce pelas fissuras do córtex cerebral no cérebro. Frequentemente, é dividida em duas categorias, a pia-máter craniana (pia mater encephali) e a pia-máter espinhal (pia mater spinalis).

### Pia-máter craniana
A seção da pia-máter que envolve o cérebro é conhecida como pia-máter craniana. Está ancorada no cérebro pelos processos dos astrócitos, que são células gliais responsáveis por muitas funções, incluindo a manutenção do espaço extracelular. A pia-máter craniana se junta ao epêndima, que reveste os ventrículos cerebrais para formar os plexos coróides que produzem o líquido cefalorraquidiano. Junto com as outras camadas meníngeas, a função da pia-máter é proteger o sistema nervoso central, contendo o líquido cefalorraquidiano, que protege o cérebro e a coluna.
A pia-máter craniana cobre a superfície do cérebro. Essa camada fica entre os giros cerebrais e as lâminas cerebelares, dobrando-se para dentro para criar a tela corióidea do terceiro ventrículo e os plexos coroide dos ventrículos lateral e terceiro. Ao nível do cerebelo, a membrana da pia-máter é mais frágil devido ao comprimento dos vasos sanguíneos e também à diminuição da conexão com o córtex cerebral.

### Pia-máter espinhal
A pia-máter espinhal segue de perto e envolve as curvas da medula espinhal e está ligada a ela por meio de uma conexão com a fissura anterior. A pia-máter se liga à dura-máter por meio de 21 pares de ligamentos denticulados que passam pela aracnoide e pela dura-máter da medula espinhal. Esses ligamentos denticulares ajudam a ancorar a medula espinhal e evitam o movimento lateral, proporcionando estabilidade. A membrana nesta área é muito mais espessa do que a pia-máter craniana, devido à composição de duas camadas da membrana da pia. A camada externa, composta principalmente de tecido conjuntivo, é responsável por essa espessura. Entre as duas camadas existem espaços que trocam informações com a cavidade subaracnóidea e também com os vasos sanguíneos. No ponto em que a pia-máter atinge o cone medular ou cone medular na extremidade da medula espinhal, a membrana se estende como um filamento fino denominado filum terminale ou filum terminal, contido na cisterna lombar. Esse filamento eventualmente se mistura com a dura-máter e se estende até o cóccix. Em seguida, ele se funde com o periósteo, uma membrana encontrada na superfície de todos os ossos, e forma o ligamento coccígeo. Lá ele é chamado de ligamento central e auxilia nos movimentos do tronco do corpo.

## Função
Em conjunto com as outras membranas meníngeas, a pia-máter funciona para cobrir e proteger o sistema nervoso central (SNC), para proteger os vasos sanguíneos e envolver os seios venosos perto do SNC, para conter o líquido cefalorraquidiano (LCR) e para formar partições com o crânio. O LCR, a pia-máter e outras camadas das meninges funcionam juntos como um dispositivo de proteção para o cérebro, sendo o LCR frequentemente referido como a quarta camada das meninges.

### Produção e circulação de CSF
O líquido cefalorraquidiano circula pelos ventrículos, cisternas e espaço subaracnóideo dentro do cérebro e da medula espinhal. Cerca de 150 mL de LCR está sempre em circulação, sendo constantemente reciclado através da produção diária de cerca de 500 mL de fluido. O LCR é secretado principalmente pelo plexo coróide; entretanto, cerca de um terço do LCR é secretado pela pia-máter e pelas outras superfícies ependimárias ventriculares ( a fina membrana epitelial que reveste o cérebro e o canal central ) e as membranas aracnoides. O LCR viaja dos ventrículos e cerebelo através de três forâmen no cérebro, esvaziando-se no cérebro e terminando seu ciclo no sangue venoso por meio de estruturas como as granulações aracnóides. A pia se estende por todas as fendas da superfície do cérebro, exceto os forames, para permitir que a circulação do LCR continue.

### Espaços perivasculares
A pia-máter permite a formação de espaços perivasculares que ajudam a servir como sistema linfático do cérebro. Os vasos sanguíneos que penetram no cérebro passam primeiro pela superfície e depois vão para dentro em direção ao cérebro. Essa direção do fluxo faz com que uma camada da pia-máter seja transportada para dentro e levemente aderida aos vasos, levando à produção de um espaço, a saber, um espaço perivascular, entre a pia-máter e cada vaso sanguíneo. Isso é crítico porque o cérebro não possui um verdadeiro sistema linfático. No restante do corpo, pequenas quantidades de proteína são capazes de vazar dos capilares parenquimatosos através do sistema linfático. No cérebro, isso acaba no espaço intersticial. As porções de proteína são capazes de sair pela pia-máter, muito permeável, e entrar no espaço subaracnóideo para fluir no líquido cefalorraquidiano (LCR), acabando por chegar às veias cerebrais. A pia-máter serve para criar esses espaços perivasculares para permitir a passagem de certos materiais, como fluidos, proteínas e até mesmo partículas estranhas, como glóbulos brancos mortos, da corrente sanguínea para o LCR e, essencialmente, para o cérebro.

### Permeabilidade
Devido à alta permeabilidade da pia-máter e do epêndima, a água e pequenas moléculas no LCR são capazes de entrar no fluido intersticial cerebral, portanto, o fluido cerebral intersticial e o LCR são muito semelhantes em termos de composição. No entanto, a regulação dessa permeabilidade é alcançada por meio da quantidade abundante de processos secundários de astrócitos, que são responsáveis por conectar os capilares e a pia-máter de modo que ajuda a limitar a quantidade de difusão livre que vai para o SNC.
A função da pia-máter pode visualizada de forma mais simples por meio de situações comuns. Esta última propriedade é evidente em casos de traumatismo craniano. Quando a cabeça entra em contato com outro objeto, o cérebro é protegido do crânio devido à semelhança de densidade entre esses dois fluidos, de modo que o cérebro não vai simplesmente se chocar contra o crânio, mas seu movimento será freado e interrompido pela capacidade viscosa deste fluido. O contraste de permeabilidade entre a pia-máter e a barreira hematoencefálica significa que muitos medicamentos que entram na corrente sanguínea não podem entrar no cérebro, mas precisam ser administrados no líquido cefalorraquidiano.

### Compressão da medula espinhal
A pia-máter também possui a função de lidar com a deformação da medula espinhal sob compressão. Devido ao alto módulo de elasticidade da pia-máter, ela é capaz de restringir a superfície da medula espinhal. Essa restrição interrompe o alongamento da medula espinhal, além de fornecer uma energia de alto tensionamento. Esta energia de alta tensionamento é responsável pela restauração da medula espinhal à sua forma original após um período de descompressão.

### Sensorial
Aferentes da raiz ventral são axônios sensoriais amielínicos localizados dentro da pia-máter. Esses aferentes da raiz ventral retransmitem informações sensoriais da pia-máter e permitem a transmissão da dor da hérnia de disco e outras lesões espinhais.

## Evolução
O aumento significativo no tamanho do hemisfério cerebral ao longo da evolução foi possível em parte pela evolução da pia-máter vascular, que permite que os vasos sanguíneos nutrientes penetrem profundamente na matéria cerebral entrelaçada, fornecendo os nutrientes necessários nesta massa neural maiorr. Ao longo do curso da vida na Terra, o sistema nervoso dos animais continuou a evoluir para uma organização mais compacta e aumentada de neurônios e outras células do sistema nervoso. Este processo é mais evidente em vertebrados e especialmente em mamíferos nos quais o tamanho aumentado do cérebro é geralmente condensado em um espaço menor por meio da presença de sulcos ou fissuras na superfície do hemisfério dividido em giros, permitindo mais superfícies da matéria cinzenta cortical para existir. O desenvolvimento das meninges e a existência de uma pia-máter definida foi notado pela primeira vez nos vertebrados e tem sido uma membrana cada vez mais significativa nos cérebros de mamíferos com cérebros maiores.

## Patologia
A meningite é a inflamação da pia e da aracnoide. Isso geralmente ocorre devido a bactérias que entraram no espaço subaracnóideo, mas também pode ser causado por vírus, fungos e também por causas não infecciosas, como certos medicamentos. Acredita-se que a meningite bacteriana seja causada por bactérias que entram no sistema nervoso central pela corrente sanguínea. As ferramentas moleculares que esses patógenos necessitariam para cruzar as camadas meníngeas e a barreira hematoencefálica ainda não são bem compreendidas. Dentro da subaracnóidea, as bactérias se replicam e causam inflamação a partir de toxinas liberadas, como o peróxido de hidrogênio ( H 2 O 2 ). Essas toxinas danificam as mitocôndrias e produzem uma resposta imune em larga escala. Cefaleia e meningismo são frequentemente sinais de inflamação transmitida pelas fibras nervosas sensoriais trigeminais dentro da pia-máter. Efeitos neuropsicológicos incapacitantes são observados em até metade dos sobreviventes de meningite bacteriana. A pesquisa sobre como as bactérias invadem e entram nas camadas meníngeas é o próximo passo na prevenção da progressão da meningite.
Um tumor que cresce nas meninges é conhecido como meningioma. A maioria dos meningiomas cresce da aracnoide para dentro, aplicando pressão na pia-máter e, portanto, no cérebro ou na medula espinhal. Enquanto os meningiomas representam 20% dos tumores cerebrais primários e 12% dos tumores da medula espinhal, 90% desses tumores são benignos. Os meningiomas tendem a crescer lentamente e, portanto, os sintomas podem surgir anos após a formação inicial do tumor. Os sintomas geralmente incluem dores de cabeça e convulsões devido à força que o tumor cria nos receptores sensoriais. Os tratamentos disponíveis para esses tumores incluem cirurgia e radiação.

## Imagens adicionais

Meninges do SNC
- Dissecção do cérebro humano. Demonstrando a remoção da pia-máter do hemisfério cerebral esquerdo.
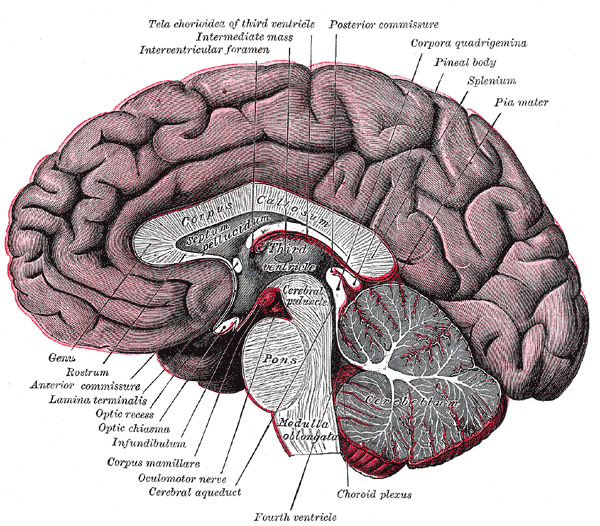
Seção sagital mediana do cérebro
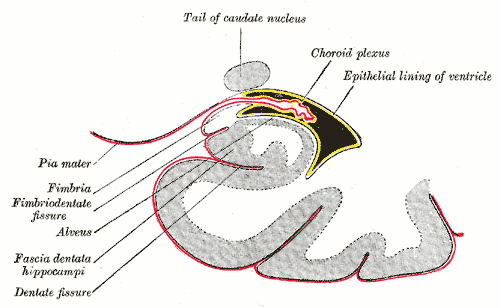
Seção coronal do corno inferior do ventrículo lateral
Representação diagramática de uma seção na parte superior do crânio, mostrando as membranas do cérebro, etc.
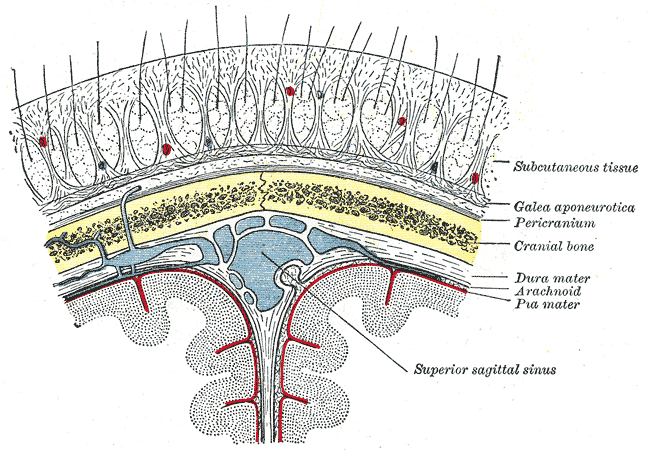
Seção diagramática do couro cabeludo
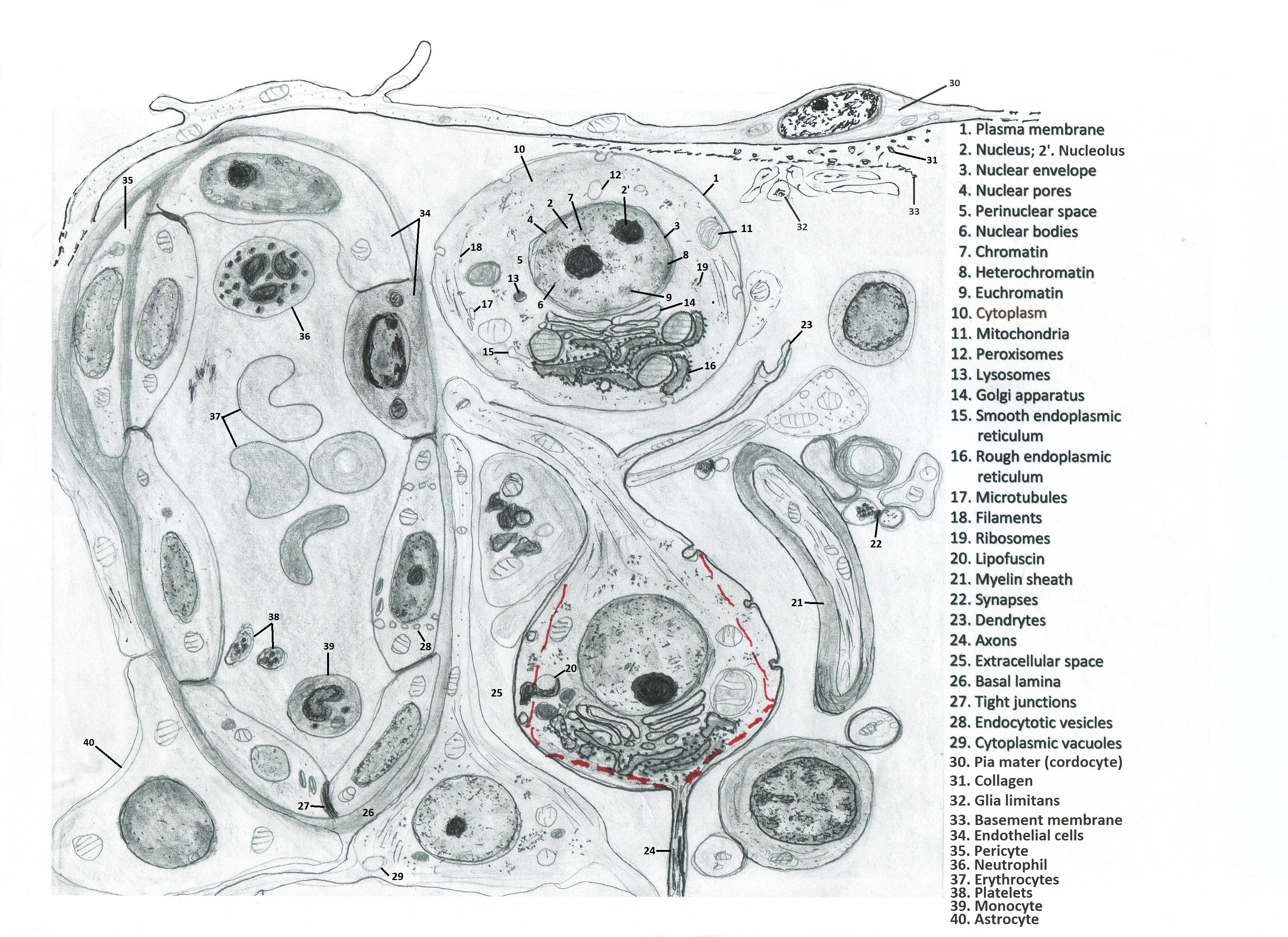
Diagrama ultraestrutural do córtex cerebral (Viorel Pais, 2012)